# Гурон
Гуро́н (англ. Lake Huron) — озеро в США и Канаде, одно из североамериканских Великих озёр (второе по площади после Верхнего). Расположено восточнее озера Мичиган, соединено с ним проливом Маккинак. Объём воды 3540 км³. С точки зрения гидрографии Мичиган и Гурон образуют единую систему, но географически их принято считать отдельными озёрами.

## Этимология
Гидроним от наименования индейского племени гурон, относимого к группе ирокезов.

## География
Озеро располагается между штатом Мичиган (США) на западе и провинцией Онтарио (Канада) на севере и востоке. Вытянуто с северо-запада на юго-восток. Максимальная длина, по разным источникам, от 330 до 332 км, максимальная ширина от 293 до 295 км. Площадь Гурона — около 59 600 км² (второе по площади среди Великих озёр после Верхнего). Общая длина его береговой линии (с учётом береговой линии его многочисленных островов) является наибольшей в системе Великих озёр и составляет от 6157 до 6159 км. Абсолютная высота зеркала воды — 176 м над уровнем моря, средняя глубина 59 м, максимальная — 229 м. Объём воды в озере 3540 км³.
Основную массу своей воды Гурон получает из озёр Верхнее (по реке Сент-Мэрис) и Мичиган (через пролив Маккинак). В озеро также впадают многочисленные небольшие реки и ручьи (среди которых Миссисаги, Френч и Спаниш в провинции Онтарио и Сагино в штате Мичиган). Площадь водосборного бассейна составляет порядка 134 тыс. км², не считая площади самого озера Гурон. Сток осуществляется в южной части озера по реке Сент-Клэр, а затем через одноимённое озеро и реку Детройт — в озеро Эри. Среднее время водообмена (полного замещения воды в озере) — 22,6 года.
На озере множество островов, крупнейший из которых, Манитулин, с площадью более 1000 км² является крупнейшим озёрным островом. Крупнейшие водоёмы — Северный пролив, залив Джорджиан-Бей на севере и Сагино на мичиганском побережье.
Ложе озера Гурон располагается на докембрийском Канадском щите и фанерозойских отложениях и сформировалось в последнюю ледниковую эпоху. Свои современные очертания озеро приобрело лишь в последние 2-3 тысячи лет. Хотя озёра Гурон и Мичиган располагаются в отдельных ложах, гидрологически они могут рассматриваться как единый водный резервуар. Само озеро Гурон Канадская энциклопедия делит на четыре части — основной водный массив, Джорджиан-Бей, залив Сагино и Норт-Ченнел.
Над озером встречаются воздушные массы из Арктики, Тихого и Атлантического океанов, а также Мексиканского залива, что способствует наличию четырёх чётко выраженных времён года с резкими перепадами температур и изменениями в погодных условиях. В июле—августе верхний слой воды прогревается до 20 °C. Прибрежные льды сохраняются до 80 дней в году, занимая не более 60 % акватории Гурона. Средняя минерализация воды 160 мг/л (существенно выше в северных плёсах, чем в южных), придонные слои насыщены растворённым кислородом (85—95 %). Прозрачность воды до 14 м в июле.

## Экология
Биопродуктивность в основном от 0,7 до 1,7 мг С/(м в час), в сильно загрязнённом заливе Сагино (южный берег) — до 28.
Так же как и у других Великих озёр, экология Гурона претерпела радикальные изменения за последнее столетие. Изначально в озерном сообществе доминировал озёрный голец-кристивомер, иначе называемый озерной форелью, который питался озерной сельдью и другими более мелкими видами рыб. Несколько инвазионных видов, включая морскую миногу, сероспинку и корюшку, стали многочисленными в озере в 1930-х годах. Озёрная форель была практически искоренена к 1950 году ввиду перелова и обильного размножения морской миноги. Несколько видов сельди исчезли в 1960-е годы, единственным оставшимся местным видом является зобатая ряпушка. С целью восстановления популяций рыб с 1960 года в озеро запускали искусственно выращенных мальков озёрной форели и неместных видов лосося, но следствием было лишь незначительное размножение форели.

## Хозяйственное значение
Если территории вокруг северной части озера слабо заселены и не играют важной хозяйственной роли (за исключением нескольких небольших посёлков лесорубов и горняков), то южной части существует сеть развитых населённых пунктов, включая порты Морского пути Святого Лаврентия. Навигация обычно продолжается с начала апреля по конец декабря. Через мичиганские порты Рокпорт и Роджерс-Сити транспортируется известняк, местная торговля ведётся через порты Шебойган, Алпина, Бей-Сити и Харбор-Бич в Мичигане и Коллингвуд, Мидленд, Тиффин, Порт-Макниколл и Депот-Харбор в Онтарио. Крупнейший город на побережье Гурона — Садбери в Онтарио, центр местной горнодобывающей и сталелитейной промышленности. На полуострове Брюс, вдающемся в Джорджиан-Бей, располагается АЭС Брюс — одна из крупнейших в мире.
Помимо горнодобывающей промышленности, в районе озера Гурон развиты сельское хозяйство, химическая, машиностроительная, пищевая и лёгкая индустрия. Годовой вылов рыбы приближается к 3000 т (преимущественно сельдевидный сиг, но также озёрный голец-кристивомер, жёлтый окунь и светлопёрый судак). Помимо коммерческого лова, распространена спортивная рыбалка; интерес для рыболовов-спортсменов представляют окуни, лавраки, щука, судак, микижа.

## История
Озеро Гурон стало первым из Великих озёр, которого достигли европейские исследователи. Это произошло в 1615 году, когда французы Самуэль де Шамплейн и Этьенн Брюле, поднимаясь по рекам Оттава и Маттава, достигли той его части, которая ныне называется Джорджиан-Бей. Французы назвали озеро Гурон в честь одноимённой индейской народности. В 1638 году иезуиты основали миссию Святой Марии рядом с гуронским поселением на реке Уай, впадающей в Джорджиан-Бей на юго-востоке; в 1649 году, однако, миссия была уничтожена ирокезами. После этого центр французской активности переместился к Су-Сент-Мари на одноимённой реке, и лишь в начале 1670-х годов Жаком Маркеттом была основана новая миссия на озере Гурон, рядом с проливом Маккинак. Приблизительно в это время исследователь Луи Жолье, спустившись на каноэ по озеру Гурон, открыл озеро Эри.
Британцы активизировали свою деятельность на нижних Великих озёрах в середине XVIII века, в 1760 году захватив у французов форт Детройт, а годом позже — форт Мишилимакино в заливе Макино. После Войны за независимость США по озеру Гурон прошла граница между Соединёнными Штатами и британскими колониями (нынешней Канадой), окончательно установленная после войны 1812 года, в ходе которой остров Маккинак дважды переходил из рук в руки.
В 1957 году через пролив Маккинак был наведён мост, на момент завершения строительства бывший самым длинным висячим мостом в мире и остающийся одним из самых длинных к 2010-м годам.